# Cattedrale di Avignone
La cattedrale di Notre-Dame des Doms è il principale luogo di culto cattolico della città francese di Avignone, nel dipartimento di Vaucluse, in Provenza-Alpi-Costa Azzurra, e sede vescovile dell'omonima arcidiocesi.
Situata di fianco al Palazzo dei Papi, sulla parte nord della città intramuros (cioè all'interno della cinta dei bastioni), dal 1840 è monumento storico di Francia e, dal 1995, patrimonio mondiale dell'umanità.
Nel 1854 è stata insignita del titolo di Basilica minore.
La sua posizione su una sporgenza rocciosa elevata, la sua cuspide imponente sormontata da una statua della Vergine e la sua vicinanza al palazzo dei Papi le permettono di dominare la valle ed essere vista da molto lontano. Uno dei punti migliori per vederla, ed il fatto non è casuale, si trova sulla sponda opposta del Rodano, dal monte Adaon, promontorio sul quale è stato costruito il fort Saint-André di Villeneuve-lès-Avignon. Essa è anche visibile, come d'altro canto anche il palazzo, dalla sommità della Alpilles, più o meno a una ventina di chilometri a sud.

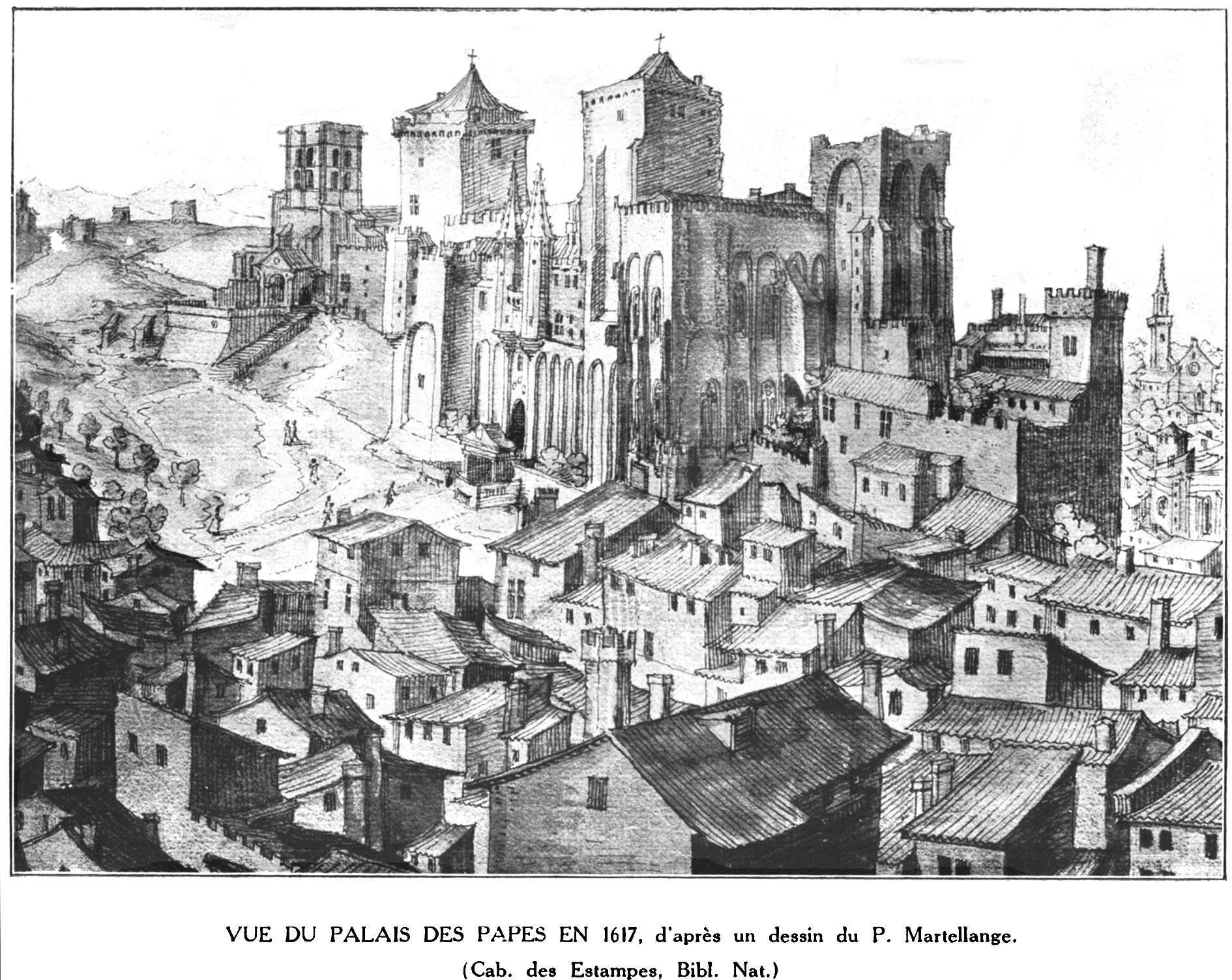
Il palazzo con la parte posteriore di Notre-Dame des Doms nel 1617 quando Jean-François de Bagni era vice-legato; disegno del padre gesuita Martellange

## Storia
Costruita a partire dal 1150, su una protuberanza rocciosa, la cosiddetta rocher des Doms, a strapiombo sulla riva sinistra del Rodano, fu ampliata una prima volta nel XIV secolo. Dopo la caduta del campanile (all'ora dei Vespri del 27 gennaio 1405), che trascinò nella distruzione anche l'antico battistero dedicato a san Giovanni, fu dapprima trasformata in fortezza, quando i mercenari catalani al soldo del Rettore del Contado Venassino accusati di aver provocato il crollo sistemarono una piattaforma sulle rovine e vi installarono la loro artiglieria.
La chiesa fu poi completata con le cappelle laterali nel XVII secolo.
Nel 1336 il cardinale Jacopo Caetani degli Stefaneschi commissionò a Simone Martini gli affreschi del portico di Notre-Dame-des-Doms. Simone venne ad Avignone con la consorte Giovanna ed il fratello Donato: gli affreschi furono terminati nel 1343, poco prima della morte del committente.

## Descrizione

### Esterno
La cattedrale di Notre-Dame des Doms non ha uno stile architettonico omogeneo, ma presenta caratteristiche appartenenti al romanico, al protogotico e al barocco.

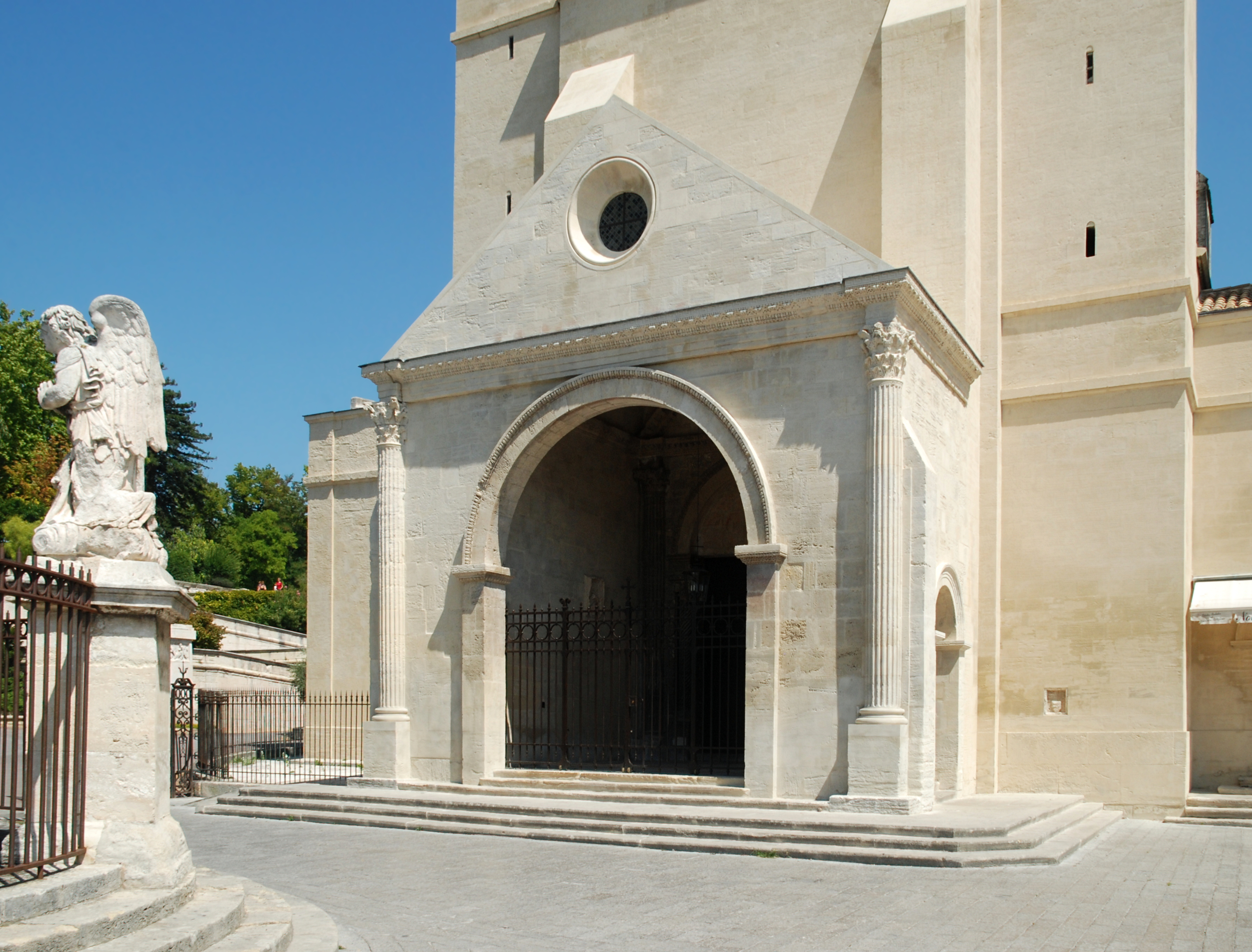
Il portico

L'esterno è caratterizzato dall'alta torre campanaria, che sostituisce un'eventuale facciata, della quale la cattedrale è sprovvista. Il campanile, caratterizzato da paraste che si sviluppano per tutta la sua altezza, presenta, alla base, un particolare pronao ispirato all'architettura romana. Sulla parte anteriore, si apre un grande arco a tutto sesto chiuso da una cancellata in ferro battuto. Ai due angoli, vi sono due semicolonne corinzie che sorreggono un semplice cornicione sul quale poggia un frontone triangolare avente al centro un piccolo oculo strombato con una vetrata che raffigura la Vergine con il Bambino. Nella parte superiore della torre, si aprono due ordini di monofore ogivali che mettono in comunicazione la cella campanaria con l'esterno. Il campanile è privo di cuspide ed è sormontato da una statua di piombo dorato  raffigurante l'Immacolata Concezione (1859).

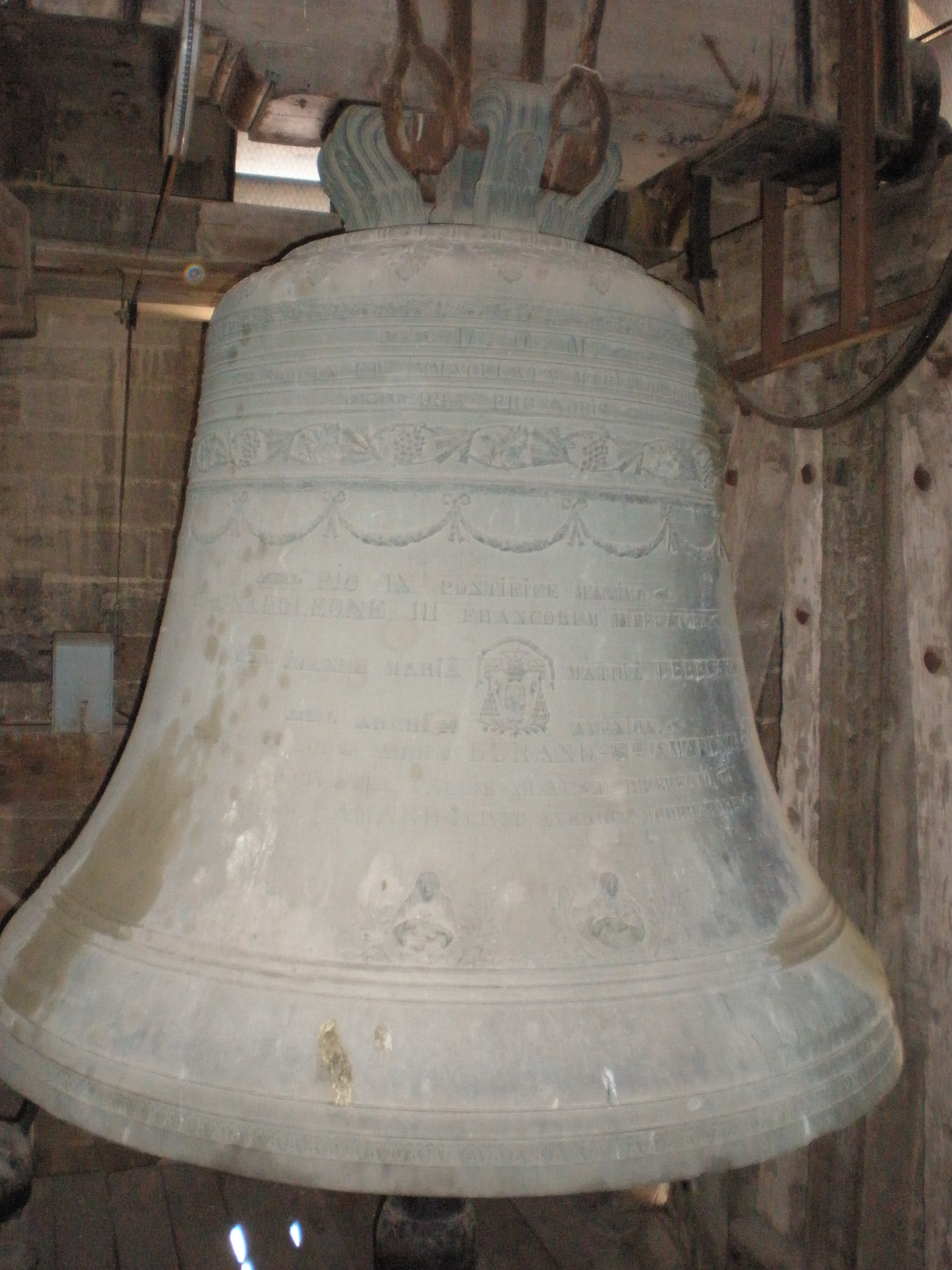
Il bordone, Maria de Domnis

Il campanile della cattedrale è dotato di un importante carillon di 35 campane. Quindici di esse possono suonare a distesa, il che le rende la suoneria più corposa di Francia dopo quella della cattedrale di Notre-Dame de Verdun. Per contro, con un peso totale di 14 tonnellate, non può essere annoverata fra le più pesanti del Paese (La suoneria della cattedrale di Strasburgo ha un peso di 24 tonnellate, quella della cattedrale di Notre-Dame a Rouen ne pesa 20).
Il bordone della cattedrale di Avignone, chiamato Maria de Domnis, pesa 6300 kg ed è stato colato dal fonditore avignonese Pierre Pierron.
Non vi sono più, nel campanile di Notre-Dame des Doms, campane datate anteriormente alla rivoluzione francese, che le fece fondere per recuperarne il bronzo e farne cannoni, tanto più che la città di Avignone, città dei papi, era un simbolo negativo per i rivoluzionari. Durante la restaurazione, nel 1825, sotto il vescovado di Monsignor Maurel de Mons, venne colato un bordone da M. Perre, fonditore ad Avignone.
Rottosi nel 1830, esso venne calato e rifuso con un'altra campana detta "piccolo bordone" da M. Perre e Pierron nel 1848, come un'altra campana aggiunta nel 1853. Queste due ultime, mal accordate con il bordone, furono vendute ed installate nel campanile della Basilica di San Pietro ad Avignone, ove si trovano ancor oggi.
Tra il 1854 ed il 1855 furono aggiunte 8 campane supplementari al bordone, nuovamente rifuso, per dotare la chiesa metropolitana di un carillon ben accordato. Il carillon progettato inizialmente non fu mai realizzato e queste nuove 9 campane ritmarono la vita religiosa della città fino al 1980.
In quell'anno M. Jean Zeeh, elettromeccanico di Montigny-lès-Metz, decise di aiutare il capitolo della cattedrale a completare il carillon, al quale dovevano essere aggiunte 4 nuove campane, che furono benedette il 2 marzo 1980. Nel 1984, M. Zeeh offrì 8 nuove campane, giunte il 5 agosto 1984, benedette nel 1985 ed installate il 18 marzo dello stesso anno sulla torre campanaria.
Nel 1988 alcuni generosi donatori permisero di completare il carillon. 14 nuove campane, benedette l'8 gennaio 1989, vennero ad aggiungersi alle 21 già piazzate. Esse colmarono le lacune delle note mancanti ed aggiunsero una nuova gamma. Il nuovo carillon di 35 campane permette dunque un utilizzo su 3v ottave cromatiche.

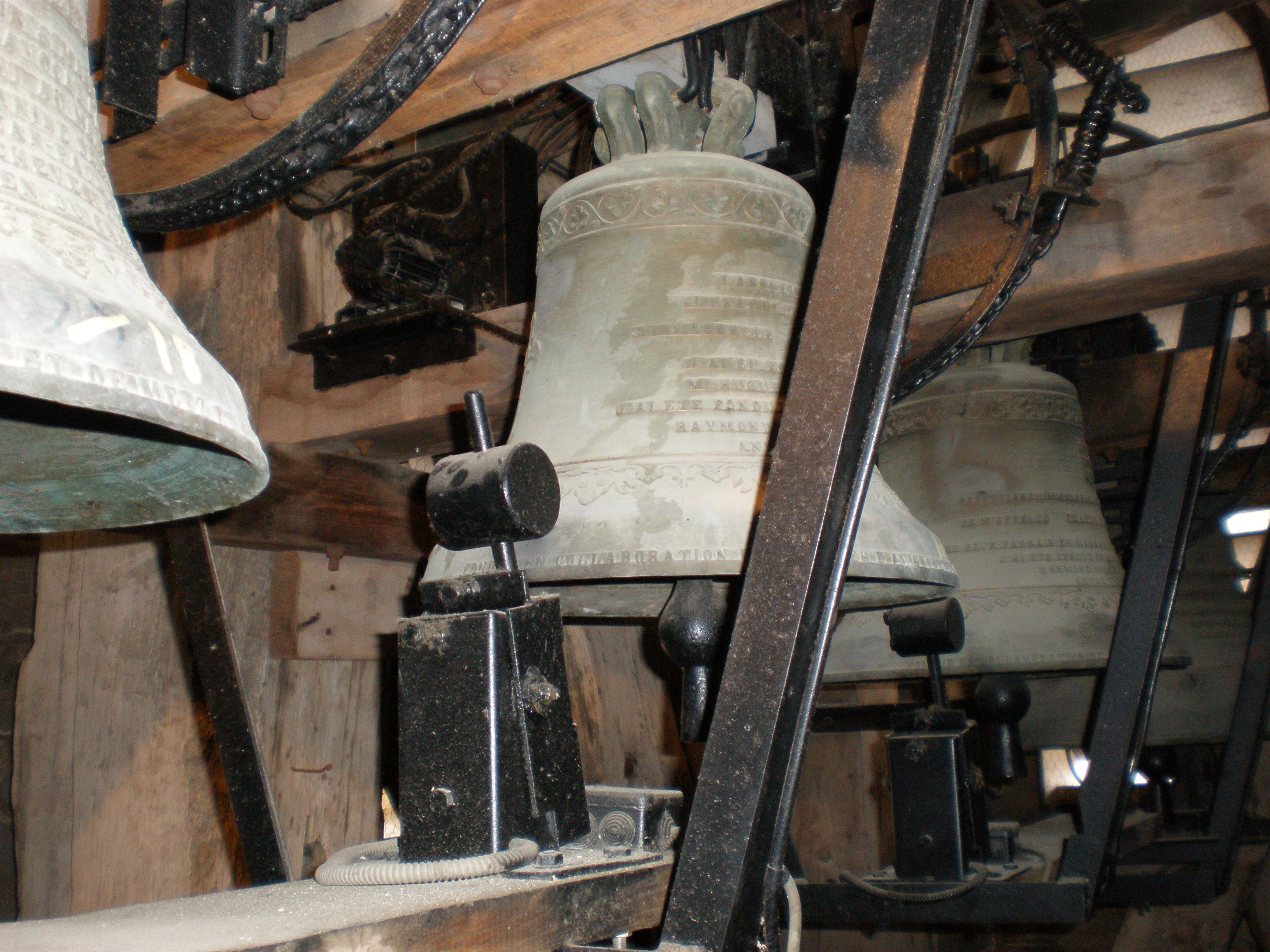
Alcune campane del carillon
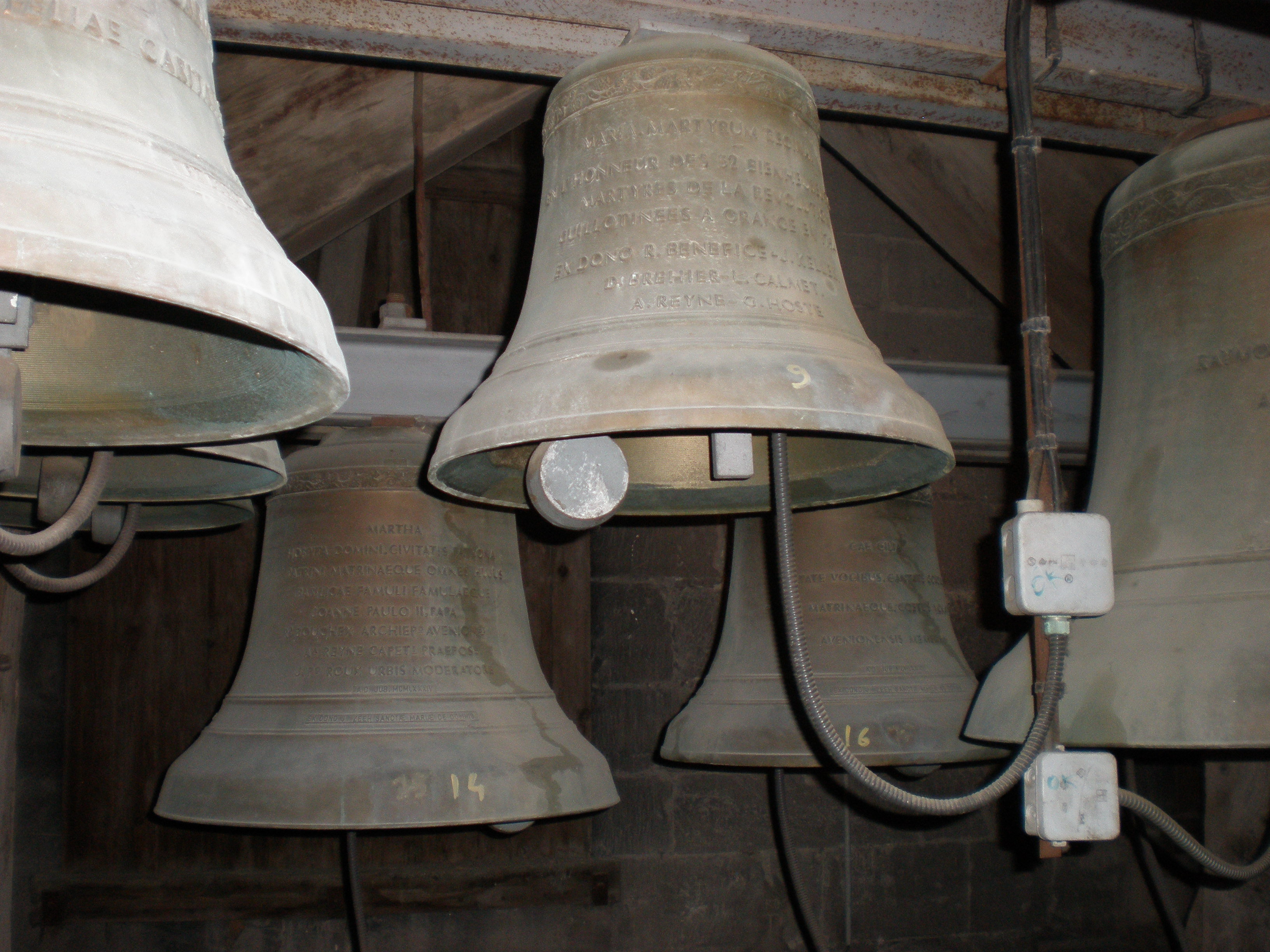
Altre campane del carillon
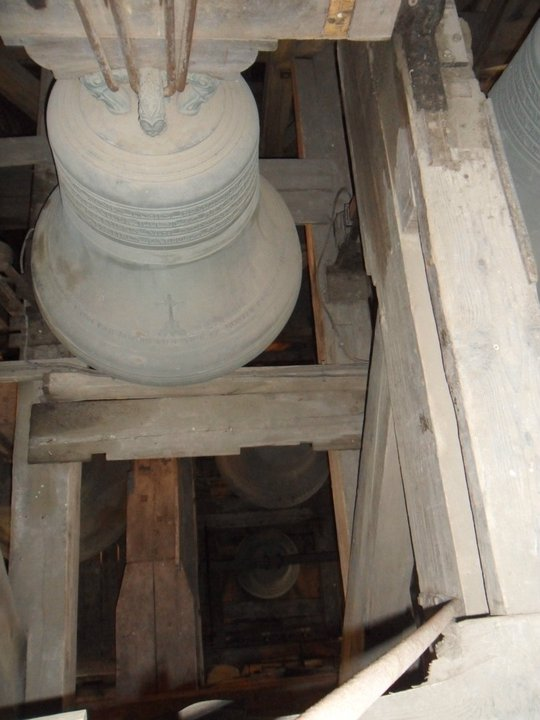
Le campane sono ripartite nella torre campanaria su quattro diversi livelli
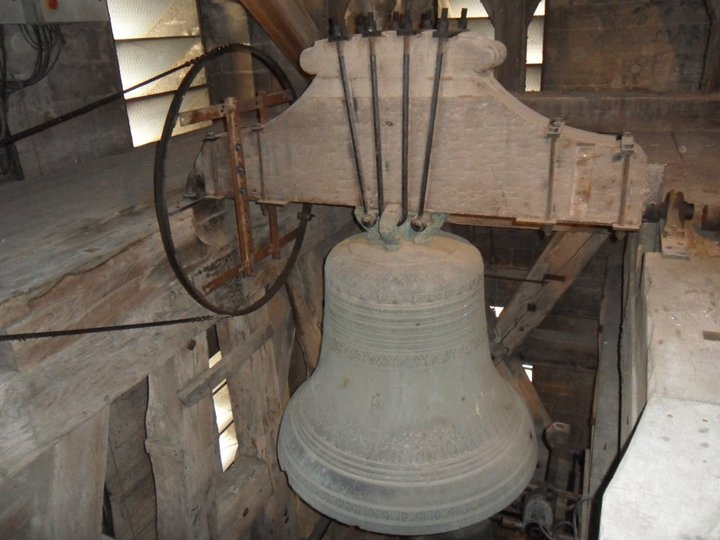
Il petit bourdon, Remigius (Ré3)

### Interno

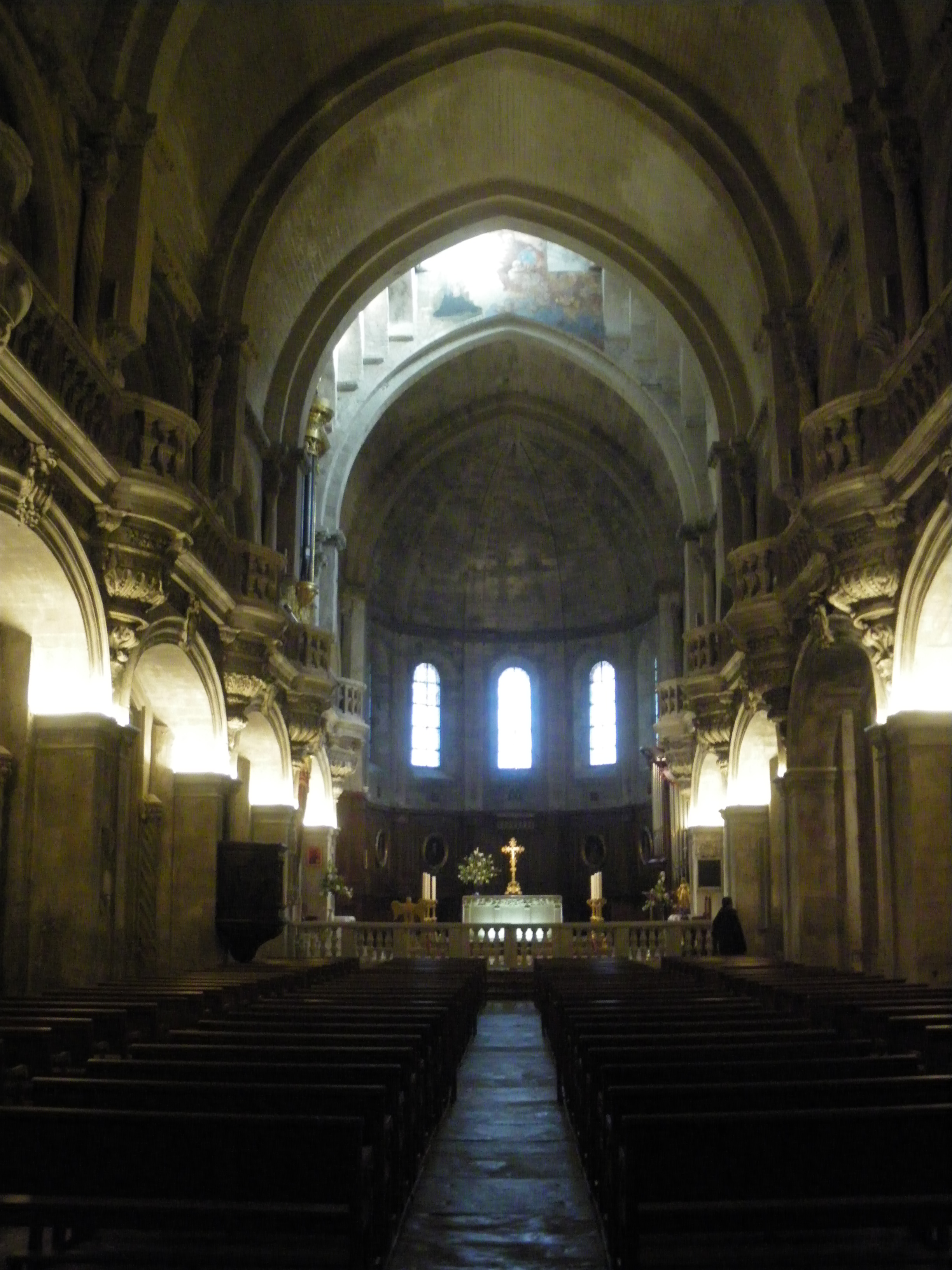
Interno

L'interno della cattedrale presenta una pianta con unica navata di quattro campate coperta con volta a botte ogivale lungo la quale si aprono otto cappelle laterali a pianta rettangolari, quattro per lato. Al di sopra delle cappelle, nella navata, vi è una tribuna continua in stile barocco con balaustra in marmo.
Prima delle campate e dopo l'ingresso, è collocato un nartece, sulle cui pareti spiccano due statue raffiguranti la Maddalena e Santa Marta e un quadro raffigurante La presenza della Vergine.
Nelle cappelle laterali di sinistra, interessante la terza, della Resurrezione a pianta ottagonale, coperta da una cupola, e la quarta di Santo Spirito e di Santa Névia Félicité.
La prima cappella a destra, d'Anglezy o di San Roch, contiene un altare primitivo (VI secolo). Dalle cappelle successive si accede sul fondo a due ulteriori cappelle ricche di opere d'arte.
La prima, chiamata Cappella dei Fiori, contiene quadri raffiguranti la Guarigione d'un posseduto, il Riposo della Santa Famiglia e l'Adorazione dei Pastori (1851) opera del pittore Eugène Dévéria, un leggio (XVII secolo), le sepolture del papa Benedetto XII, morto nel 1342, e dell'arcivescovo Domenico De Marini, morto nel 1669. La seconda, invece, dedicata al Santo Sacramento, contiene un Ecce Homo in pietra (1500 circa).
L'abside, poligonale, illuminato da monofore a tutto sesto con ritratti dei papi, è unito alla navata tramite una campata coperta con cupola, al disotto della quale si trova il presbiterio, rialzato di alcuni gradini rispetto al resto della chiesa. Quest'ultimo ospita, al centro, l'altare maggiore e, sulla sinistra, la pregevole cattedra episcopale (XII secolo) in marmo bianco, decorata sotto uno dei braccioli dal leone di San Marco, sotto l'altro del bue di San Luca e un ambone.

A destra del coro in una grande sala si trova la tomba di papa Giovanni XXII (1345) e due statue della Vergine Maria: una statua di Notre Dame de tout Pouvoir e una di Notre Dame des Doms 

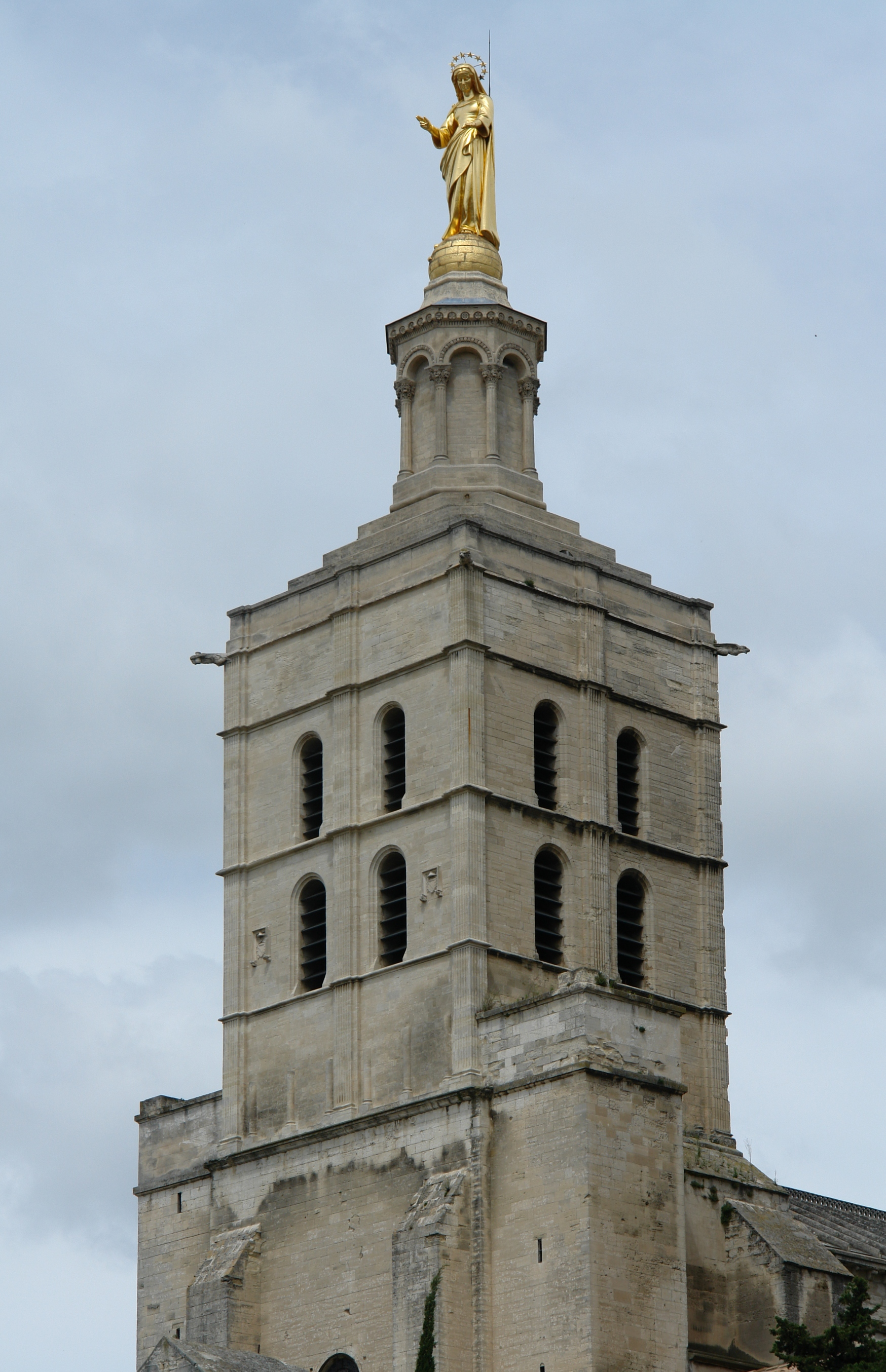
La parte alta della torre
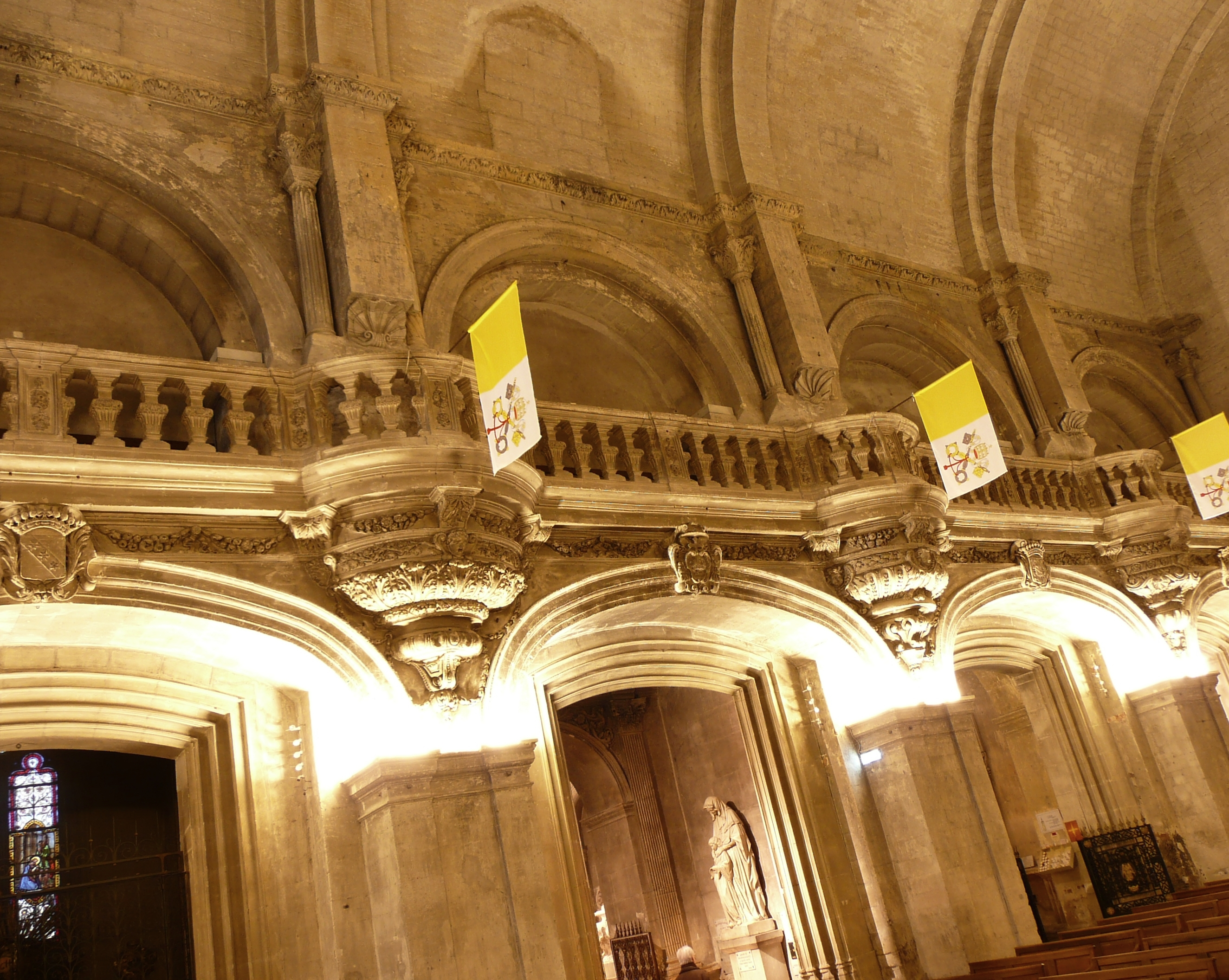
La tribuna barocca
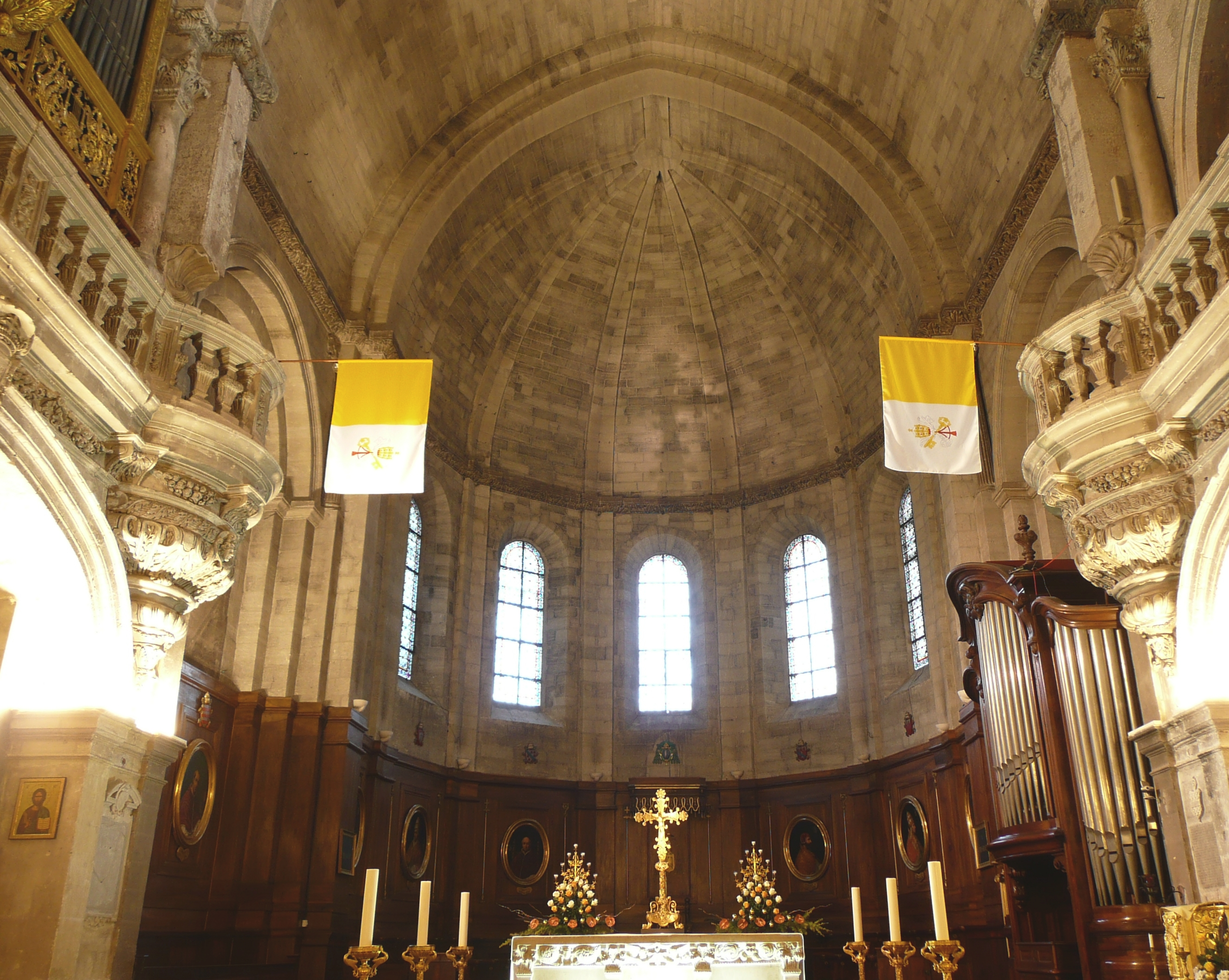
L'abside
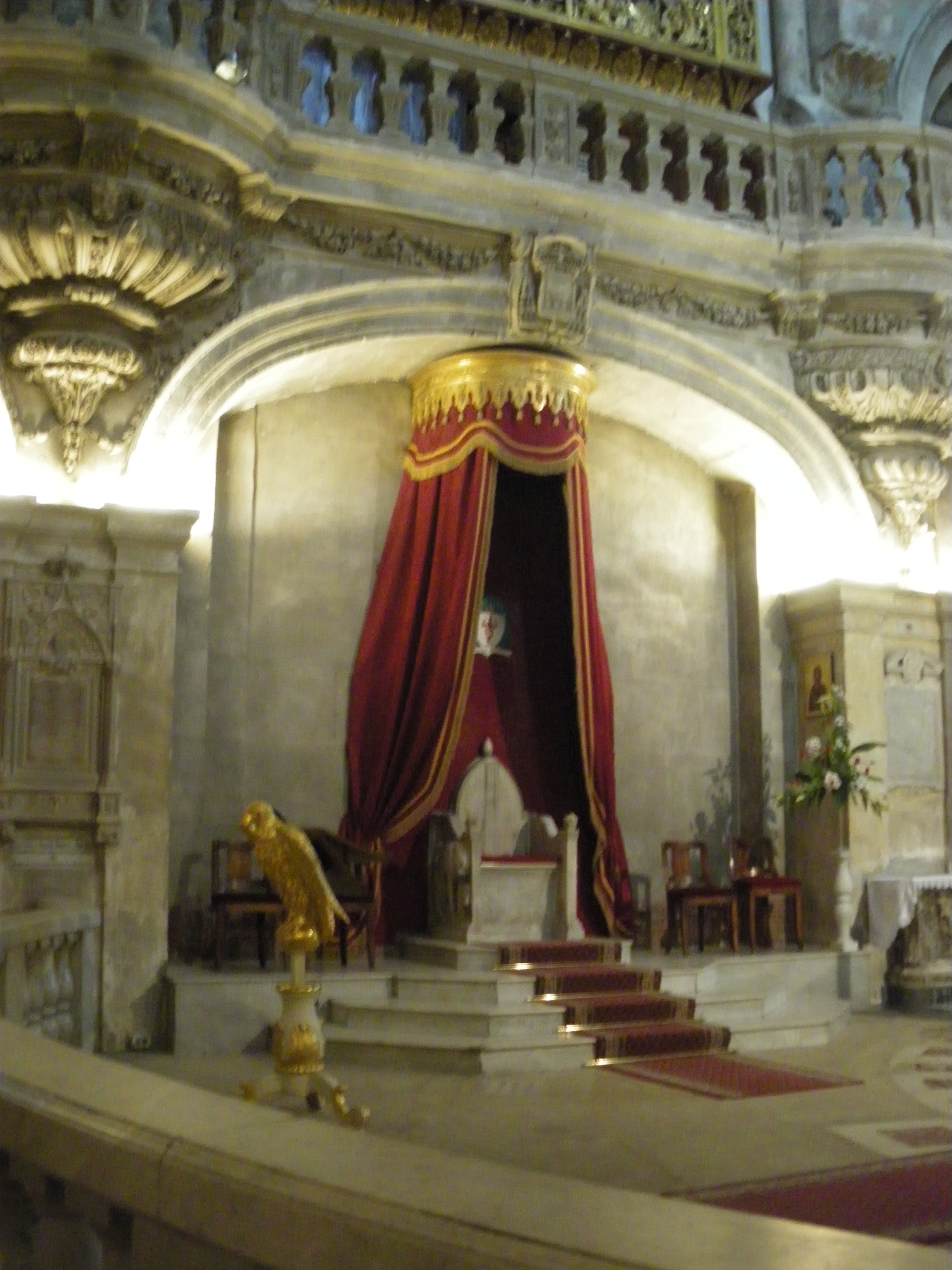
La cattedra episcopale

#### Affreschi macabri
Nella cattedrale di Notre-Dame-des-Doms è stato riportato a vista un affresco detto Incontro dei tre morti e dei tre vivi, ove i personaggi rappresentati sono posti sotto arcate individuali. Questo affresco inquadra un'altra opera macabra, ove la Morte crivella di dardi persone ammassate alla sua destra ed alla sua sinistra. Lo studio paleografico dell'iscrizione posta sopra questo affresco, che fornisce il nome del benefattore, Pierre de Romans, ha permesso di datare l'insieme alla seconda metà del XIII secolo, il che fa di questo insieme di affreschi macabri una delle opere più antiche d'Europa..

#### Sinopie di Simone Martini
Il timpano della cattedrale ha conservato le tracce dell'opera di Simone Martini, due sinopie, passaggi preliminari al pigmento rosso nel lavoro di pittura ad affresco, una rappresentante il Cristo Redentore in Gloria circondato da angeli e l'altra la Vergine e il Bambino circondati da angeli, che si trovavano sul timpano del portico (realizzati negli anni 1340), staccati e trasferiti su pannelli esposti nella sala del Concistoro del Palazzo dei Papi.

#### Organi a canne

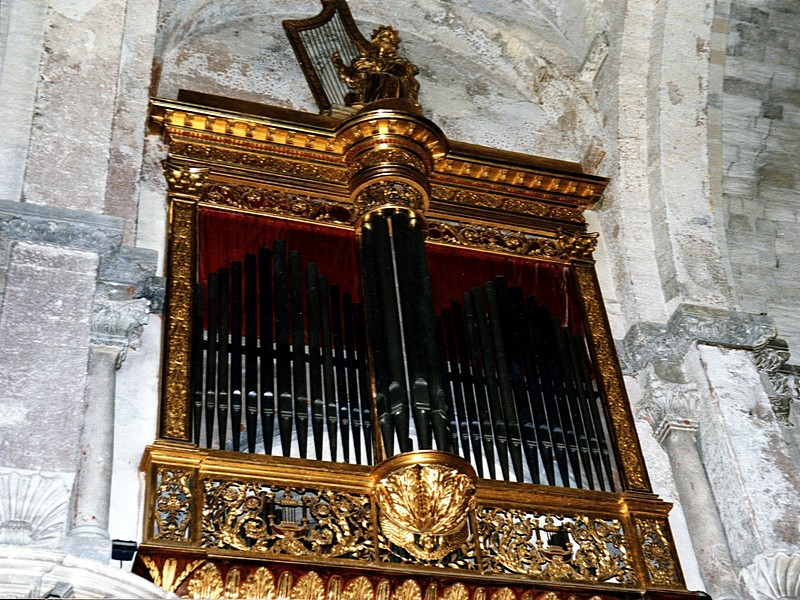
L'organo maggiore

Sulla tribuna alla sinistra del presbiterio, si trova l'organo a canne dagli organari Piantanida e Mentasti. Lo strumento, a trasmissione integralmente meccanica, è racchiuso all'interno di un'elaborata cassa lignea dorata decorata con intagli e sculture, caratterizzata da una tourrelle centrale, tipica della scuola organaria francese. La mostra è interamente composta da canne di principale con bocche a scudo. La consolle è a finestra ed ha un'unica tastiera di 54 note ed una pedaliera a leggio di 17 note.
A pavimento alla destra dell'altare maggiore, racchiuso entro un'elegante cassa lignea neoclassica, si trova un secondo organo a canne, costruito da Charles Mutin nel 1904. Lo strumento, a trasmissione meccanica, ha due tastiere di 56 note ciascuna e pedaliera di 30 note.

## Rappresentazione di Notre-Dame des Doms nel corso dei tempi
Il Retablo del crocifisso, di Antoine Rozen, dipinto nel 1520, è considerato la seconda rappresentazione realista più antica del Palazzo e di Notre-Dame des Doms.
Il disegno del Palazzo dei Papi nel 1617, opera del gesuita Étienne Martellange, fa apparire poca differenza a livello della Cattedrale.
Tra le rappresentazioni più recenti, in stili artistici diversi, molti pittori hanno dipinto l'insieme Rodano – ponte di Avignone – Palazzo dei Papi / Cattedrale di Notre-Dame des Doms - rocher des Doms, ponendo di volta in volta di fronte o l'uno o l'altro. Quando James Carroll Beckwith dipinge Le palais des papes et le pont d'Avignon, Notre-Dame des Doms è trattato come il Palazzo che non è presente che nel cono superiore destro su meno di 1/6 del dipinto mentre il Rodano ne occupa la metà.
Paul Signac, con il suo dipinto Le Palais des papes, rappresenta una veduta orientata allo stesso modo, ma anche se la proporzione accordata al Ponte di Avignone (a sinistra nel dipinto) rimane la stessa, l'angolo prescelto mette nuovamente al centro il Palazzo, rendendolo molto più importante e pressoché cancellando di fatto il rocher de doms. Le proporzioni scelte dall'autore paiono esagerate al fine di dargli un'importanza maggiore. Notre-Dame des Doms è ben distinta, creando così un effetto di valorizzazione delle due entità architettoniche. Con diverso orientamento, verosimilmente dall'isola della Barthelasse o da Villeneuve-lès-Avignon, Adrian Stokes per il suo Le palais des papes d'Avignon cancella il Palazzo ed il ponte sulla metà destra del dipinto per far riuscire la collina del rocher de doms e vi aggiunge pure la vegetazione, cosicché Notre-Dame des Doms perde molto della sua visibilità.

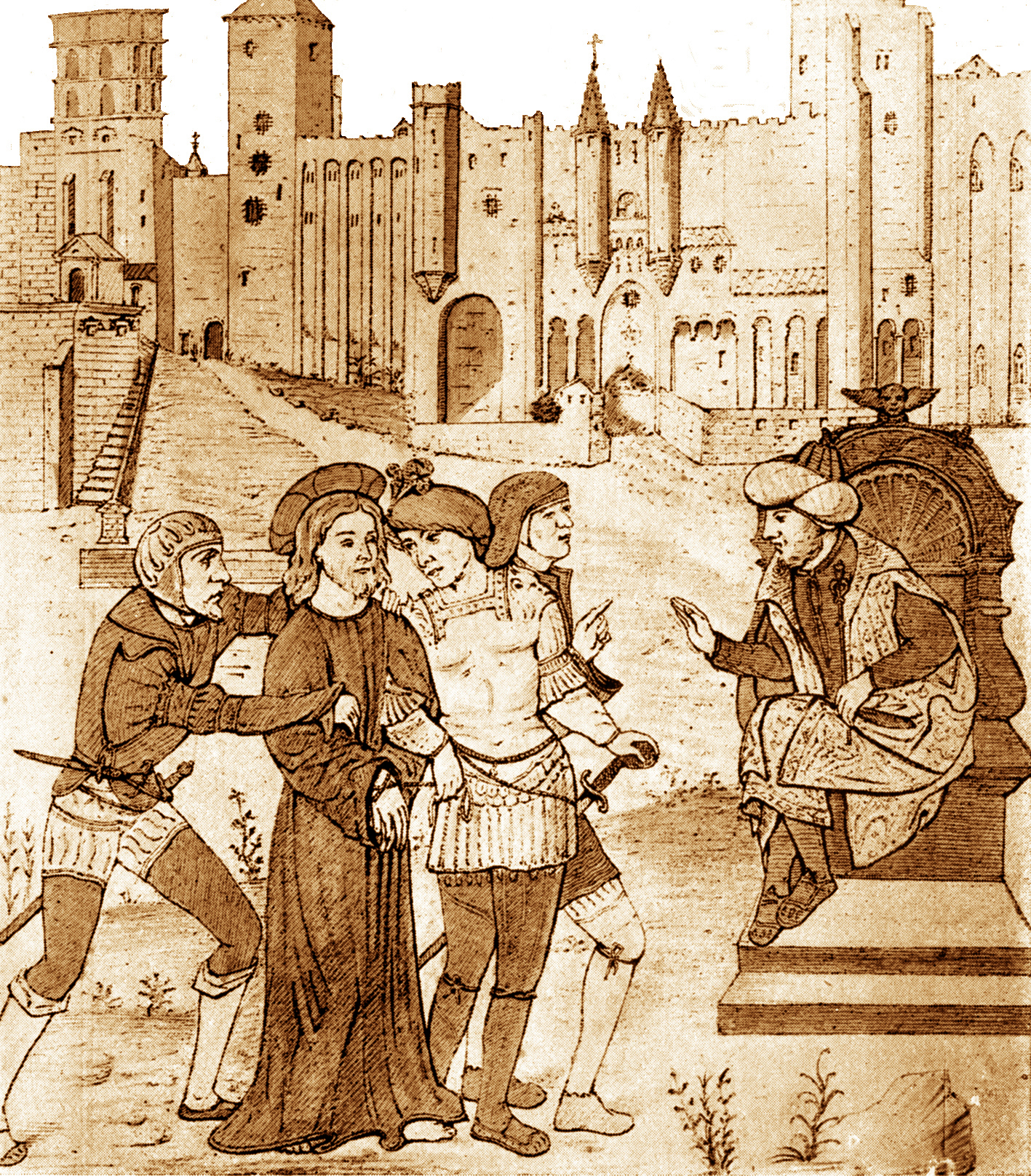
Il retablo del crocifisso di Saint-Maximin-la-Sainte-Baume di Antoine Rozen (1520), disegno di Philippe Rostan (1886)
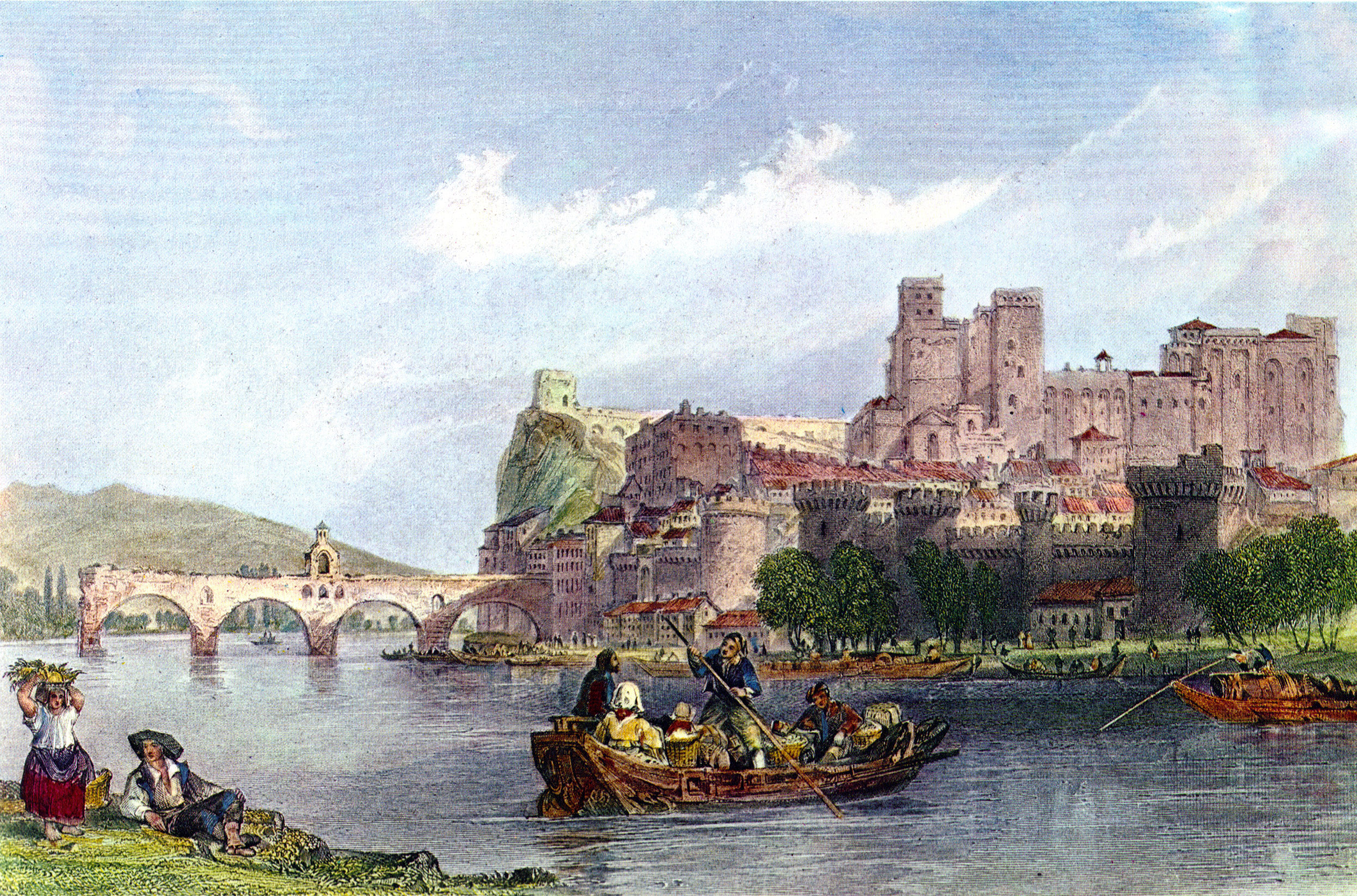
Il palazzo dei papi che domina il Rodano, disegno di T. Allom, incisione di E. Brandard, 1840.
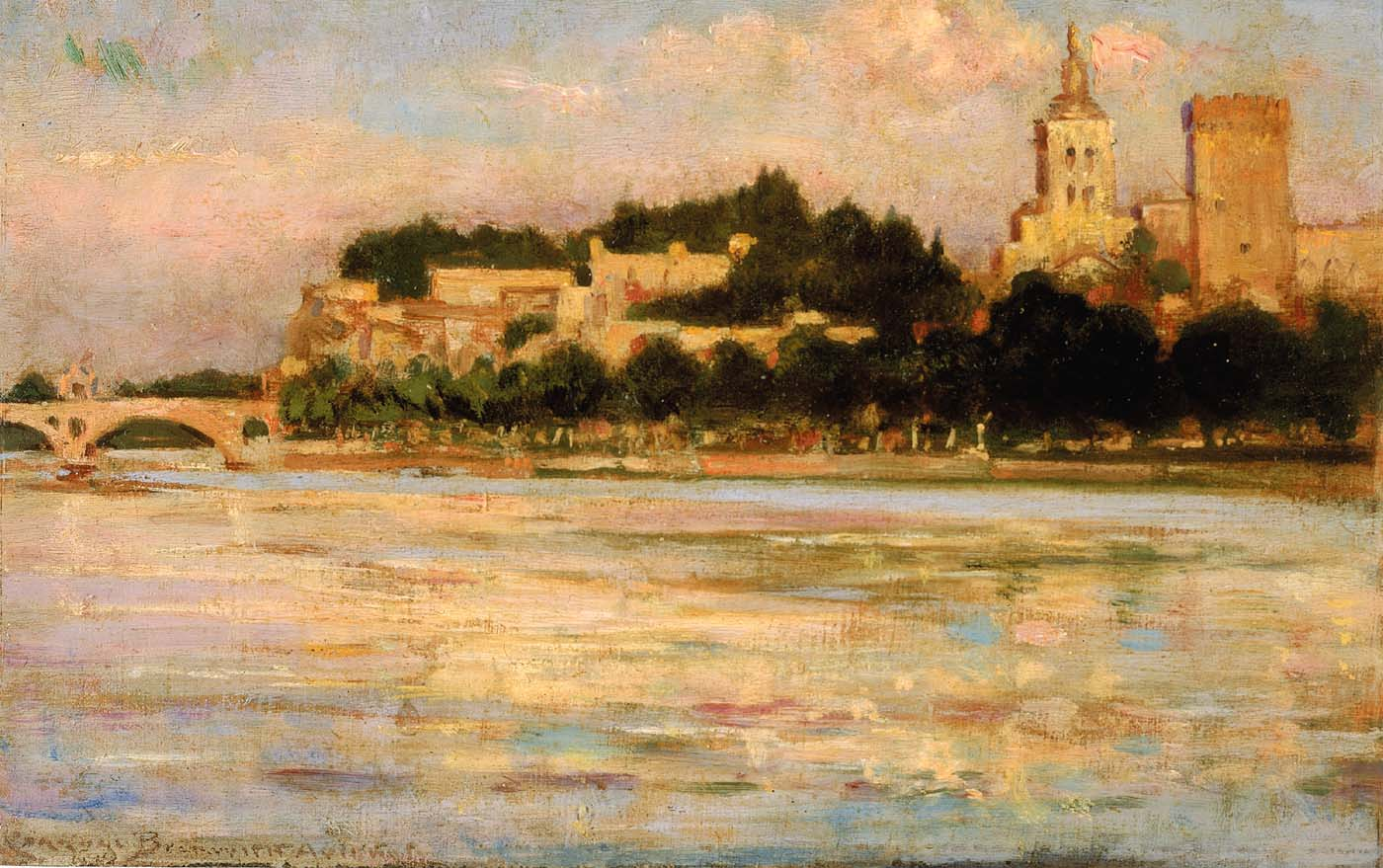
Il palazzo dei papi e il ponte di Avignone di James Carroll Beckwith  (1852-1917)
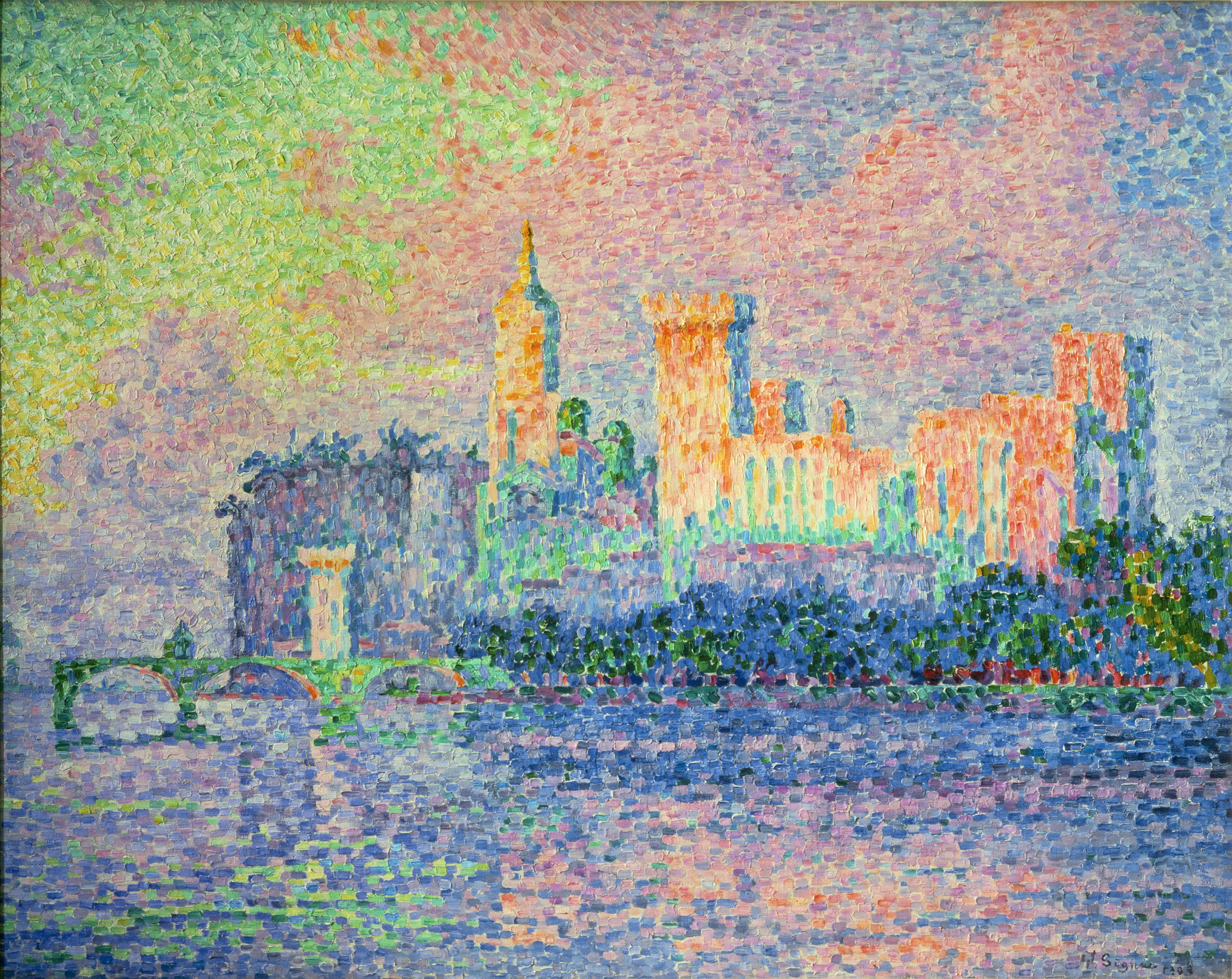
Il palazzo dei papi dipinto da Paul Signac nel 1900
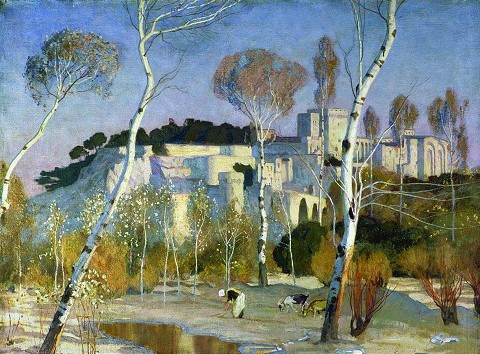
Il palazzo dei papi di Avignone di Adrian Stokes (1854-1935)

## Studi di Viollet-le-Duc sul Palazzo e sulla Cattedrale

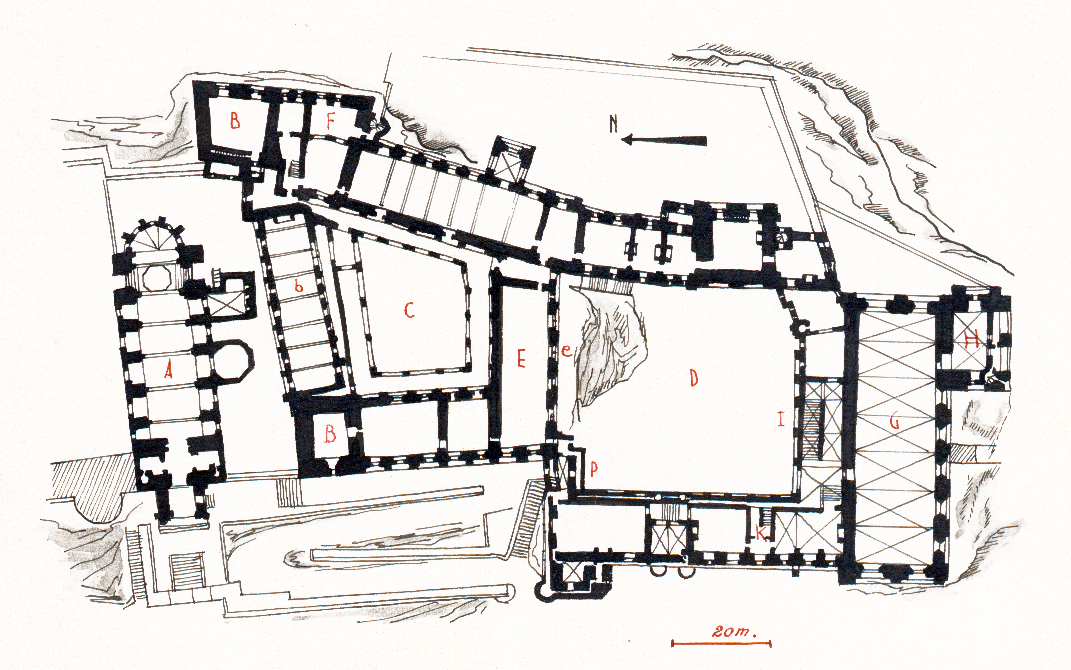
Pianta del Palais des Papes d'Avignone

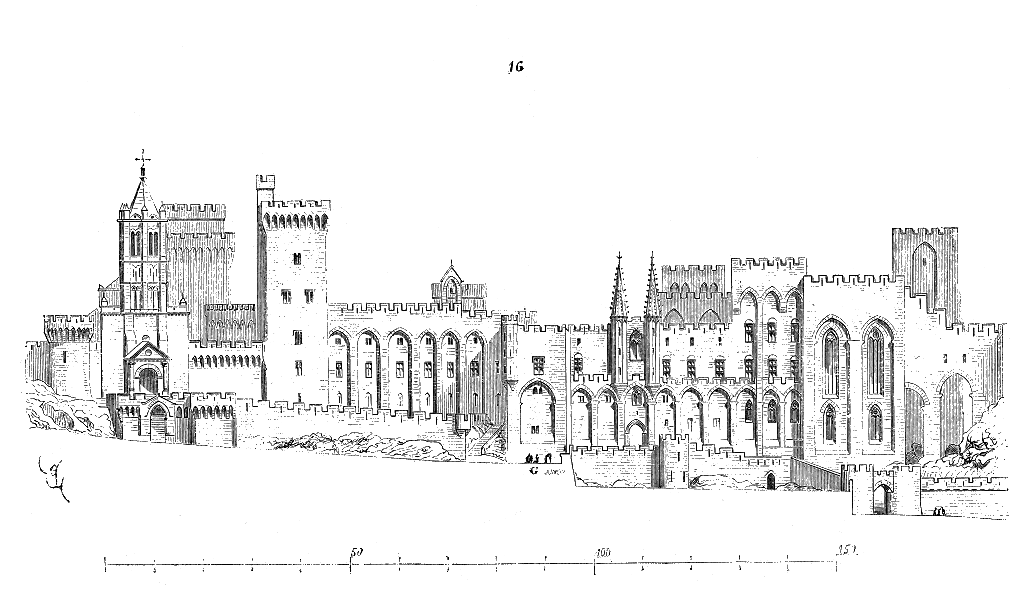
Veduta generale da ovest (Notre-Dame des Doms è a sinistra)

A, Chiesa di Notre-Dame des Doms, riproposta nella forma primitiva e prima dell'aggiunta delle cappelle.
B & H, tours.
b, corpi di alloggiamento con in basso la sala delle feste.
C, coro del chiostro.
D, coro d'onore.
e, caditoie a difesa del fabbricato E.
G, grande sala a piena volta, che serviva da cappella.
I, scalone d'onore che dà accesso alla cappella ed agli appartamenti dei corpi di alloggi ad occidente ed a levante.
K, scala di servizio che fiancheggia le parti dell'ala occidentale e comunica con le difese superiori tramite la chiocciola L, che termina sulla posterla P, e mette l'ala occidentale in comunicazione con gli appartamenti E.
F, le grandi cucine (primo piano).

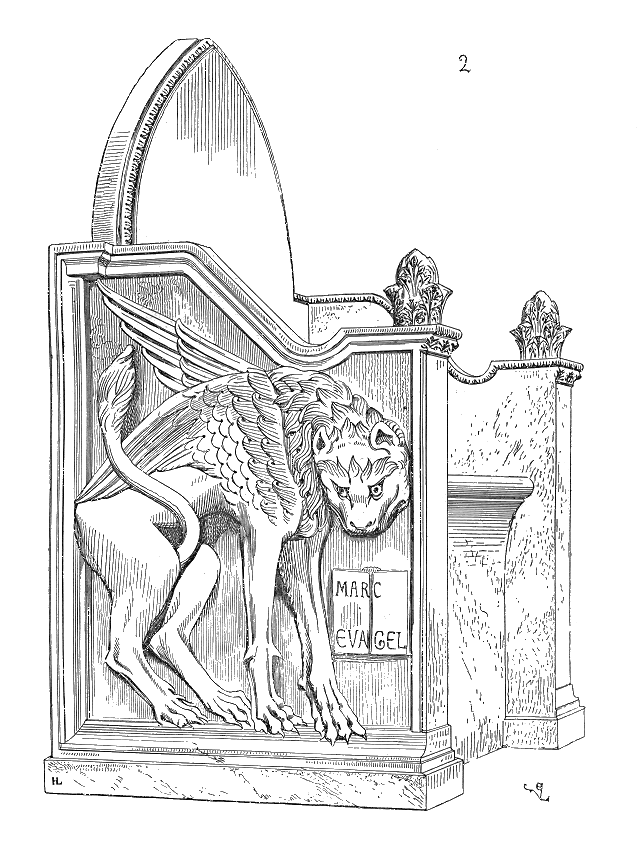
La cattedra episcopale
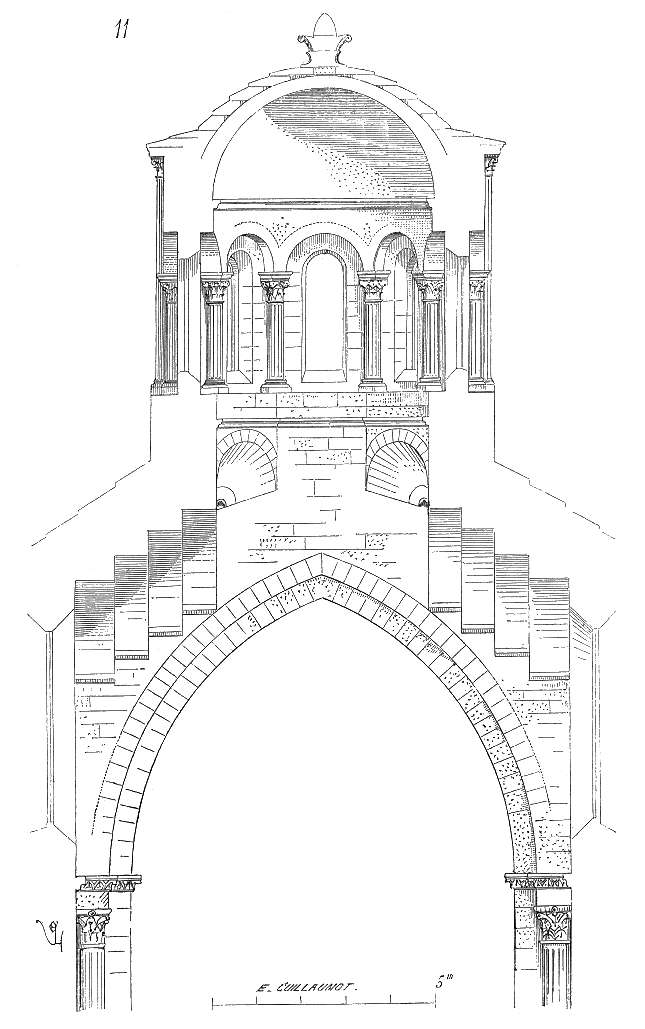
Sezione della cupola
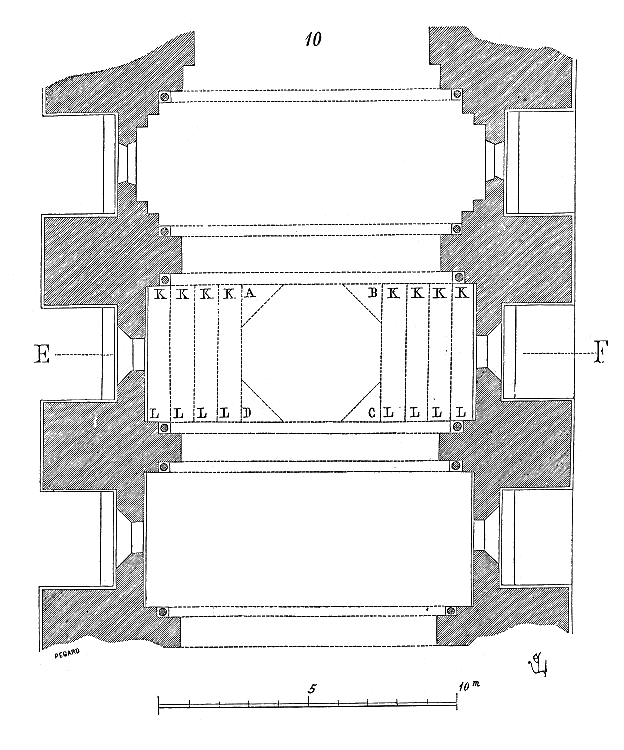
Pianta della cupola